# Ana María Vignoli
Ana María Vignoli Ferraro (Montevideo, 27 de julio de 1945) es una asistente social y política uruguaya perteneciente al Frente Amplio. Se desempeñó como Ministra de Desarrollo Social.

## Biografía
Vignoli se recibió de Asistente Social en la Universidad de la República, donde años más tarde obtuvo un diploma de especialización en Políticas Sociales. 
Desde su juventud militó en el Partido Comunista, por lo cual frente al advenimiento de la Dictadura, en 1973, se fue exiliada hacia Suecia, donde vivió hasta 1984. Antes de su exilio, trabajó en un instituto de asesoramiento a Cooperativas de Ayuda Mutua.
Luego de retornar al Uruguay, en 1984, comenzó a trabajar por la Comisión por El Reencuentro de los Uruguayos.
En 1989 ingresó al INAME, donde trabajó durante un año como Asistente Social.  
En 1990 ingresó en la Intendencia Municipal de Montevideo, desempeñándose en el Programa Construcción de Núcleos Básicos, luego en el Departamento de Descentralización y como Asistente Social de algunos Centros Comunales Zonales. 
En el 2005, el Intendente Ricardo Ehrlich la nombra como Directora de Administración de Recursos Humanos de la Intendencia, cargo que mantuvo hasta el 2010. 
El 1 de marzo de 2010 asumió como Ministra de Desarrollo Social, nombrada por el presidente José Mujica. En julio de 2011 fue sustituida en el cargo por Daniel Olesker.